# Extinction Level Event: The Final World Front
Albums de Busta Rhymes
When Disaster Strikes...
(1997) Anarchy
(2000)
Singles
1. What's It Gonna Be?!
Sortie : 1999
2. Gimme Some More
Sortie : 1999
3. Party Is Goin' on Over Here
Sortie : 1999

Extinction Level Event: The Final World Front (parfois abrégé en E.L.E.) est le troisième album studio de Busta Rhymes, sorti en 1998.
L'album, considéré comme son plus consistant et abouti, s'est classé 2e aux Top R&B/Hip-Hop Albums et 12e au Billboard 200 et a été certifié disque de platine le 8 janvier 1999 par la RIAA.
L'opus contient notamment le tube Gimme Some More, produit par son acolyte DJ Scratch et reprenant un sample de Prelude from Psycho, composé par Bernard Herrmann pour le film Psychose d'Alfred Hitchcock.
Busta Rhymes a déclaré que la pochette de l'album, mettant en scène une énorme explosion sur New York, a été influencée par le film catastrophe Deep Impact dont l'affiche représentait un astéroïde s'écrasant sur la ville.
Longtemps évoquée, la suite de l'album, Extinction Level Event 2: The Wrath of God, sort en 2020.

## Liste des titres
| No  | Titre | Contient un (des) sample(s) de                                   | Durée |
| --- | --- | ---------------------------------------------------------------- | ----- |
| 1.  | There's Only One Year Left!!! (Intro)                                                                                                   |                                                                  | 2:37  |
| 2.  | Everybody Rise (Produit par Nottz) | If Tomorrow Never Comes des Controllers                          | 2:59  |
| 3.  | Where We Are About to Take It (Produit par Nottz)                                                                                       | Topless Dancers of Corfu de Dick Hyman                           | 3:06  |
| 4.  | Extinction Level Event (The Song of Salvation) (Produit par Nottz)                                                                      | Early in the Morning de Terry Baxter                             | 3:34  |
| 5.  | Tear da Roof Off (Produit par Swizz Beatz)                                                                                              |                                                                  | 3:36  |
| 6.  | Against All Odds (featuring Flipmode Squad – Produit par Jamal)                                                                         | Get High Tonight de Busta Rhymes                                 | 4:18  |
| 7.  | Just Give It to Me Raw (Produit par Swizz Beatz)                                                                                        |                                                                  | 3:01  |
| 8.  | Do It to Death (Produit par Rockwilder)                                                                                                 |                                                                  | 3:27  |
| 9.  | Keepin' It Tight (Produit par Rashad Smith)                                                                                             | New Bell de Manu Dibango                                         | 4:27  |
| 10. | Gimme Some More (Produit par DJ Scratch)                                                                                                | Prelude from Psycho de Bernard Herrmann                          | 2:39  |
| 11. | Iz They Wildin Wit Us & Gettin' Rowdy Wit Us? (featuring Mystikal – Produit par Darrell « Delite » Allamby et Kenny « Flav » Dickerson) |                                                                  | 3:39  |
| 12. | Party Is Goin' on Over Here (Produit par DJ Scratch)                                                                                    |                                                                  | 2:32  |
| 13. | Do the Bus a Bus (Produit par DJ Scratch)                                                                                               | The Bubble Bunch de Jimmy Spicer Buffalo Gals de Malcolm McLaren | 4:58  |
| 14. | Take It Off (Produit par Hassan Big Haas The Fantom)                                                                                    | Sunshower du Dr. Buzzard's Original Savannah Band                | 3:07  |
| 15. | What's It Gonna Be?! (featuring Janet Jackson – Produit par Darrell « Delite » Allamby)                                                 |                                                                  | 5:24  |
| 16. | Hot Shit Makin' Ya Bounce (Produit par Deric « D-Dot » Angelettie et Nashiem Myrick)                                                    | Good Day for Lovin' d'Ann Peebles                                | 3:32  |
| 17. | What the Fuck You Want!! (Produit par Diamond D)                                                                                        | Apache de l'Incredible Bongo Band                                | 3:15  |
| 18. | This Means War!! | Iron Man de Black Sabbath                                        | 4:36  |
| 19. | The Burial Song (Outro) (Produit par DJ Scratch)                                                                                        |                                                                  | 5:04  |